# Falsely Accused (film 1905)
Falsely Accused è un cortometraggio muto del 1905 diretto da Lewin Fitzhamon.

## Trama
Un vicario protegge un impiegato di banca falsamente accusato di furto e fuggito dal carcere finché il vero ladro non viene smascherato e catturato a Soho.

## Produzione
Il film fu prodotto dalla Hepworth.

## Distribuzione
Distribuito dalla Hepworth, il film - un cortometraggio della durata di 13 minuti - uscì nelle sale cinematografiche britanniche nel maggio 1905. L'Edison Manufacturing Company lo distribuì negli Stati Uniti nell'agosto dello stesso anno.
Non si hanno altre notizie del film che si ritiene perduto, forse distrutto nel 1924 quando il produttore Cecil M. Hepworth, ormai fallito, cercò di recuperare l'argento del nitrato fondendo le pellicole.